# Bette (plante)
Ne doit pas être confondu avec cébette.
Beta vulgaris
Pour les articles homonymes, voir Bette, Blette et Poirée.
Espèce
Classification phylogénétique

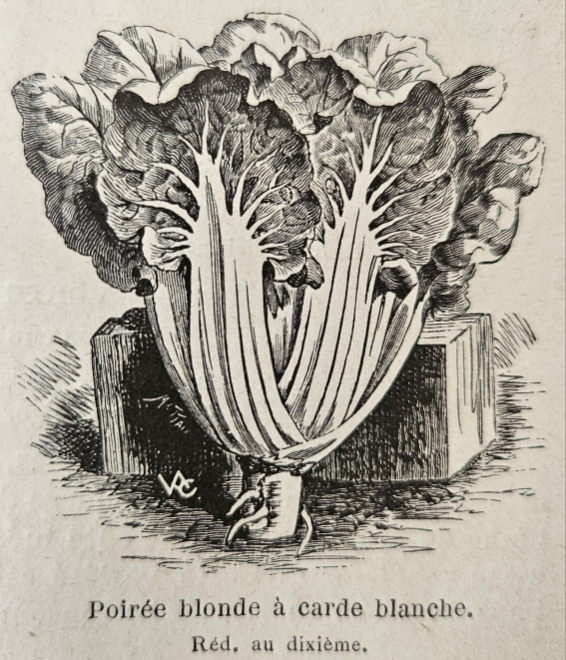
Illustration de la poirée blonde à carde blanche dans l'ouvrage Vilmorin 1925

La bette, ou blette, ou poirée, ou jotte est une plante herbacée bisannuelle de la même espèce que la betterave et appartient à la famille des Amaranthacées. Elle est cultivée comme plante potagère pour ses feuilles ou pour ses côtes (ou cardes), consommées comme légume en France.

## Dénominations
La bette est majoritairement appelée blette dans la littérature française après guerre, ainsi que dans les régions de Nice, de Lyon ou en Limousin. En occitan, elle est dénommée bleda ou blea, et en picard elle est dénommée biéte. Elle est aussi appelée couramment bette à carde, notamment au Québec. En Suisse romande on la nomme, côte ou aussi bette à tondre, bette à côte  ou côtes de bettes. Et elle est appelée jotte en vendéen, ou joute en Bordelais et en Charentes.  
La dénomination blette provient d'une confusion entre deux mots latins beta et blitum. Le nom poirée vient du fait que la plante était utilisée pour la porée (purée de légumes dans la cuisine médiévale à base entre autres de poireau). Le nom jotte s'explique de même par le bas-latin jotta (bouillie de légumes, marmelade).

## Botanique
Le nom scientifique : Beta vulgaris L. var flavescens provient de Beta vulgaris var. cicla, la betterave-épinard de la famille des Chénopodiacées tribu des Cyclolobae (située dans les Amaranthacées par la classification phylogénétique). La betterave-épinard ou poirée à couper ou bette à tondre produit une grosse rosette de feuilles à pétioles minces. Elle est aujourd'hui très peu cultivée sauf en Italie sous le nom d'erbette.
Cette plante, dicotylédone, apétale, dérive de la betterave maritime (actuellement classée comme Beta vulgaris L. subsp. maritima (L.) Arcang.) qui est spontanée sur les rivages maritimes en Europe.
C'est une plante très proche de la betterave, qui a été dérivée de la même espèce sauvage mais en la sélectionnant pour des racines charnues plutôt que pour ses cardes et feuilles.

## Description

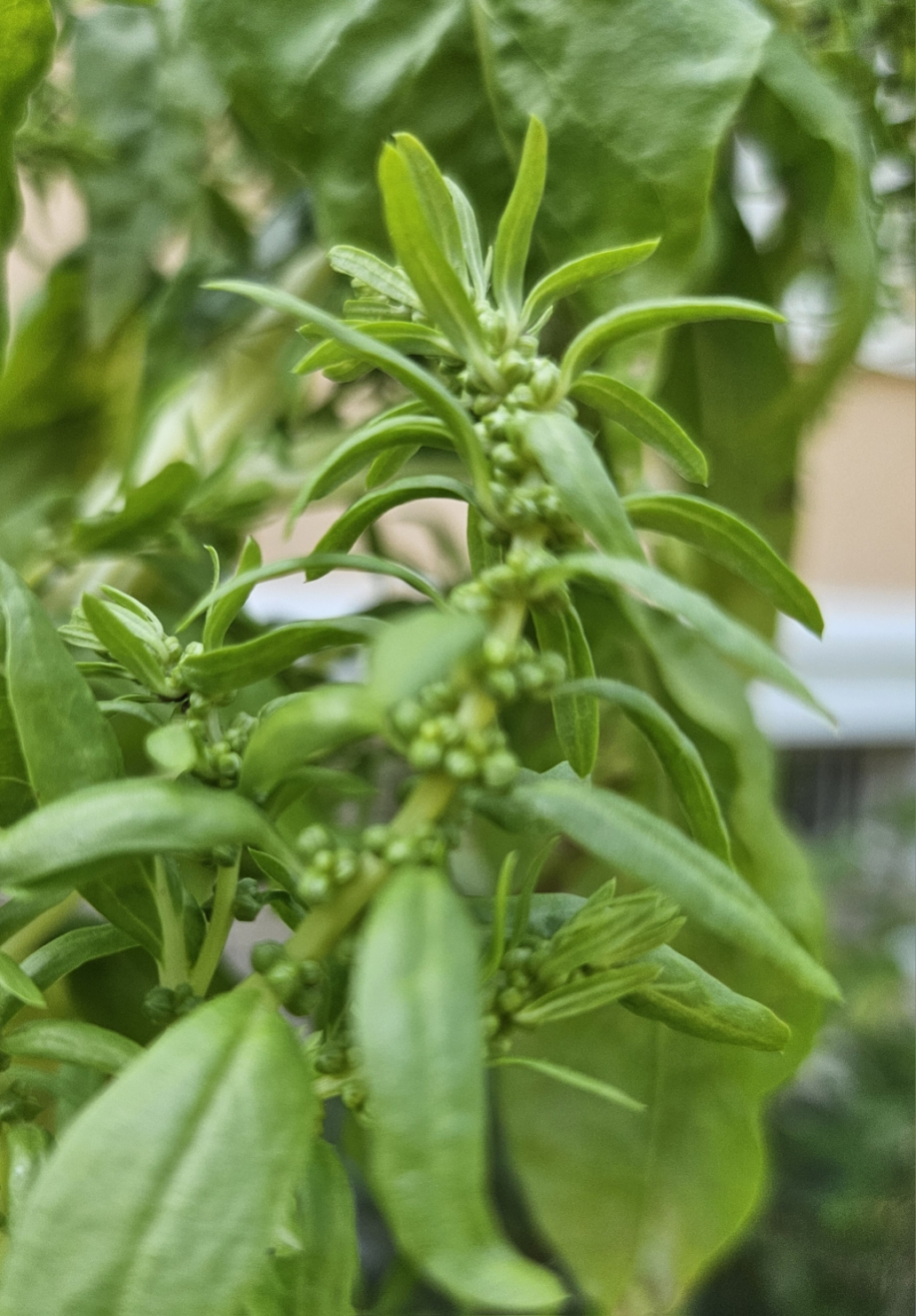
Inflorescence en panicule

La bette est une plante herbacée, bisannuelle rustique, cultivée comme une plante annuelle pour ses feuilles et ses côtes. Les feuilles, de grande taille, souvent cloquées, ont des pétioles, appelés cardes, larges et charnus qui peuvent être blancs, rouges, jaunes, oranges… Le limbe varie du vert-jaune au rouge vineux. 
La tige florale apparaît la deuxième année, en été, de juillet à septembre. Elle peut atteindre 2 m de haut. Les fleurs sont réunies en longues panicules au sommet ou à l'aisselle des feuilles. Elles sont pollinisées par le vent (anémophiles).
Les fruits, sortes de glomérules, contiennent plusieurs graines brunes et brillantes.

## Histoire
Originaire d'Europe méridionale et atlantique, la betterave-épinard dérive de la bette maritime. Elle est diffusée par les Phéniciens dans diverses parties de la zone méditerranéenne sous le nom de  beta sicula puis beta cicla chez les Romains. En araméen elle est appelée silka puis silq en arabe. Plusieurs auteurs de l'Antiquité la mentionnent, dont Pline l'Ancien,. Elle est alors d'usage courant chez les plus pauvres.  
Elle a été introduite en Chine avant 850. C'est le type primitif de la betterave-épinard, cultivé depuis l'antiquité qui est mentionné parmi les plantes potagères recommandées dans le capitulaire De Villis à l'époque de Charlemagne, sous le nom de beta, sans qu'on sache précisément s'il s'agissait de variétés cultivées pour leurs racines ou pour leurs feuilles. Au XIVe siècle, le Viandier et le Mesnagier de Paris en proposent tous deux des recettes. En 1600, Olivier de Serres classe « la poirée, bette, blette ou réparée » parmi les légumes-feuilles du jardin d’été. Il précise qu’on cueille les bettes en les tondant sans les arracher, afin qu’elles produisent toute la saison.

## Culture de la bette
Comme la betterave, la bette demande un sol frais et profond, bien ameubli et bien fumé. La plantation se fait par semis en poquets directement en place, du mois d'avril à octobre. Il faut éclaircir quand les plantules sont au stade 3-4 feuilles. Il est également possible de produire soi-même des plants ou de les acheter dans le commerce.
La récolte des feuilles peut intervenir à partir de deux mois et demi après le semis, et s'échelonne jusqu'aux premières gelées d'automne, sauf dans le cas d'une culture sous serre. Pour les variétés à cardes on prélève les feuilles externes au fur et à mesure, pour les variétés à couper (bette-épinard) on coupe toute la plante qui reforme de nouvelles feuilles par la suite.

## Principales variétés cultivées
Trente-six variétés sont actuellement inscrites au catalogue européen. Les principales variétés cultivées en France pour la consommation sont :
- blonde à carde blanche 2.
- verte à carde blanche 2 et 3.
- Paros.
- Adria.
- Verte à couper (bette-épinard).

et comme espèce décorative pour leurs pétioles colorés :
- à carde rouge.
- à carde jaune du Chili.

## Utilisation

### Alimentaire

#### Valeur nutritive
La bette à carde crue a une faible teneur en glucides, protéines et lipides.
La bette à carde cuite contient 93 % d'eau, 4 % de glucides, 2 % de protéines et contient une quantité négligeable de matières grasses. Dans une portion de référence de 100 g, les bettes cuites apportent 44 kcal, 1,7 g de fibres alimentaires, et des teneurs en vitamines et minéraux réduites par rapport aux bettes crues, mais toujours présentes dans des proportions importantes pour les besoins quotidiens, notamment pour la vitamine A (314 ɥg), la vitamine K (866 ɥg), la vitamine C (21,9 mg), et le magnésium (84 mg).
Elle contient de l’acide oxalique dans des quantités assez importantes[Combien ?], tout comme dans l’oseille et d'autres espèces. C'est un composé toxique, l’oxalate est susceptible avec le calcium en milieu acide, comme l’urine, et de se cristalliser sous forme de calculs, provoquant une lithiase biliaire[source insuffisante].

#### Les côtes (cardes)

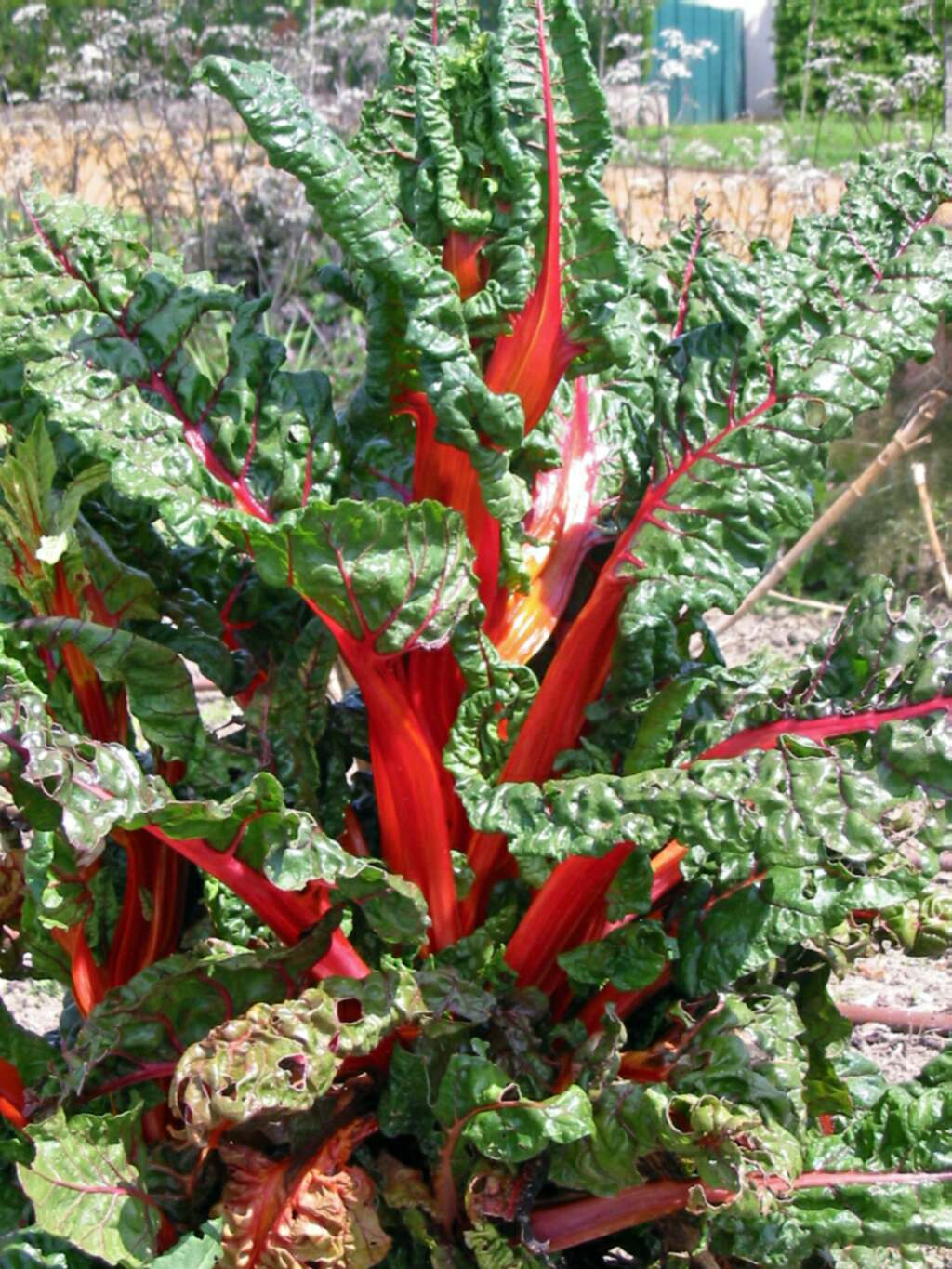
Blette à cardes rouges.

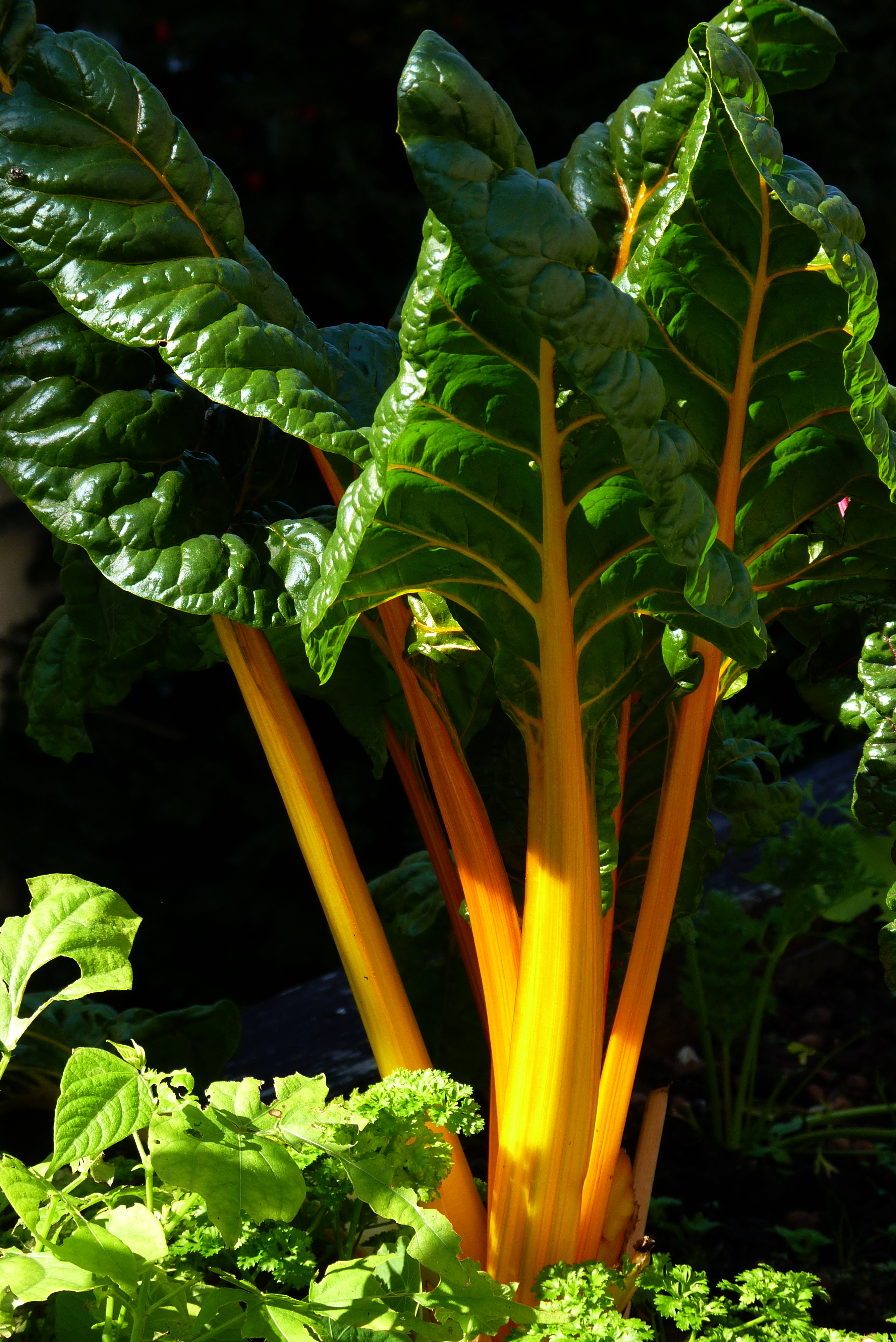
Blette à cardes jaunes.

On consomme principalement, à la manière des cardons, les « côtes », constituées par le pétiole prolongé par la nervure principale, qui sont très charnues dans les variétés de « poirées à cardes ».
Les côtes s’accommodent de plusieurs manières, crues ou cuites, par exemple dans la cuisine niçoise : à la vapeur avec un filet de citron, frites ou en gratin avec une sauce béchamel.

#### Les parties vertes (feuilles)
On consomme le limbe des feuilles, cru, ou plus souvent cuit et haché, à la manière des épinards. Ainsi dans la cuisine niçoise, toutes les parties de la plante se consomment : les feuilles hachées entrent dans la composition de la tourte de blettes, des ravioles et du tian. La partie verte remplace les usages que l'on fait ailleurs des épinards.
Dans le canton suisse des Grisons, la blette entre dans la composition des capuns, un plat traditionnel de feuille de blette farcie d'un mélange de pâte et de viande séchée. 
Ses feuilles sont aussi indispensables à la préparation des caillettes ardéchoises et de la tarte al d'jote de Nivelles.
En Poitou, elles entrent dans la composition du farci poitevin et du pâté poitevin (des pâtés à dominante végétale) et parfois de certaines crépinettes. Les mêmes recettes existent en Charentes.

### Risques d'allergies
De très rares cas d'allergie (prurit, voire choc anaphylactique) déclenchée par le contact avec des feuilles crues d'épinard ou de blette, et/ou par leur ingestion semblent possibles, alors que la personne n'est pas allergique aux pollens de chénopodiacées. Elle est alors allergique aux carde, radis, cresson ou à d'autres légumes verts.

### Plante ornementale
Cette plante est également très utilisée comme plante ornementale, notamment dans les espaces publics.
Les pétioles des variétés de différentes couleurs (jaunes, orangés, rouge vermillon ou vert anis) et les formes du feuillage abondant sont spectaculaires.
Les variétés ornementales peuvent aussi être utilisées en cuisine.

## Économie
Les principaux pays producteurs sont la France, l'Italie et l'Espagne.
La France produit annuellement environ 13 000 t de ce légume.

## Divers
Dans le calendrier républicain français, le 6e jour du mois de germinal est officiellement dénommé « jour de la Bette », en général chaque 26 mars du calendrier grégorien.